# Guillem Balboa
Guillermo Claret Balboa Buika (Santa Isabel, Guinea española, 1965), conocido como Guillem Balboa, es un político español de origen ecuatoguineano. En 2017 se convirtió en alcalde de Alaró (Mallorca) y en 2018 fue elegido coordinador —junto con Bel Busquets— de Més per Mallorca. En 2019 fue candidato de la coalición Veus Progressistes en las Elecciones generales de 2019.

## Biografía
Nacido en la isla de Bioko, en Guinea Ecuatorial, Balboa tuvo que exiliarse de su país en 1969 a la edad de cuatro años junto a su familia. Balboa pertenece a la etnia bubi que vivió una represión por parte de la etnia fang durante el proceso de independencia que tuvo lugar en Guinea Ecuatorial. Es hijo del poeta y exministro ecuatoguineano de Cultura Juan Balboa Boneke, sobrino del exalcalde de Santa Isabel (actualmente, Malabo) Armando Balboa, y hermano de la cantante Concha Buika y del actor Boré Buika.
En las elecciones municipales del 2015 la lista Més per Mallorca, encabezada por Balboa, obtuvo tres regidores. En virtud de un pacto con el PSIB, por el que acordaron repartirse la alcaldía dos años cada uno, en junio de 2017 fue elegido alcalde de Alaró (Mallorca), convirtiéndose en el primer alcalde negro y de origen africano de un municipio en las Islas Baleares. En septiembre de 2017 denunció la aparición de un cordero agonizante en el patio de su domicilio particular, lo cual motivó el apoyo unánime de todos los grupos del Parlamento de las Islas Baleares.
A raíz de la dimisión de Biel Barceló a finales del 2017, en 2018 se convirtió en coordinador  —junto con Bel Busquets— de Més por Mallorca. En 2019 fue elegido candidato de la coalición electoral Veus Progressistes (VEUS) en las elecciones generales de 2019, formada por Més per Mallorca, Més per Menorca, Ahora Ibiza i Esquerra Republicana-Islas Baleares.